# I Have a Dream (álbum)
I Have a Dream es un álbum de estudio del músico está Solomon Burke, publicado en mayo de 1974 a través de ABC Records. El álbum se inspira en muchos de los discursos del Dr. Martin Luther King.

## Recepción de la crítica
Un escritor no especificado de Billboard declaró: “Conjunto muy efectivo que narra la vida del Dr. Martin Luther King, con fragmentos de los discursos más famosos de King entre los cortes y fuertes voces soul-góspel de Burke, ayudadas por poderosos coros. El escenario se construye desde el principio y el canto de Burke parece volverse más poderoso a medida que avanza la saga de King. Uno de los pocos LP's conceptuales de soul y que funciona tanto por la historia como por la forma de presentación”.

## Lista de canciones
Todas las canciones escritas y compuestas por Solomon Burke, Jr. y K.S.H.S. Burke, excepto donde esta anotado. 
| Lado uno |                                                                                           |          |  |
| N.º      | Título                                                                                    | Duración |  |
| 1.       | «I Have a Dream»                                                                          | 3:31     |  |
| 2.       | «Now Is the Time»                                                                         | 4:06     |  |
| 3.       | «Looking for a Sign» (Eric Kaz)                                                           | 3:11     |  |
| 4.       | «Ring, Ring, Ring (Sing, Sing, Sing)»                                                     | 3:33     |  |
| 5.       | «We Can Be Together Again» (P. Edwards, Solomon Burke, Sr., Frances Szeto, Melanie Burke) | 3:47     |  |

| Lado dos | |          |  |
| N.º      | Título | Duración |  |
| 1.       | «Social Change» (S. Burke, Jr., Szeto, S. Burke, Sr., Valerie Burke)                                                                            | 3:26     |  |
| 2.       | «I Ain't Gonna Give Up (Till I Find a Way)» (S. Burke, Jr., K.S.H.S. Burke, Szeto, S. Burke, Sr.)                                               | 3:20     |  |
| 3.       | «Mountain Top» | 4:17     |  |
| 4.       | «Medley» I. «Precious Lord, Take My Hand» (Thomas A. Dorsey) II. «We Shall Overcome» (Pete Seeger, Guy Carawan, Frank Hamilton, Zilphia Horton) | 5:43     |  |

## Créditos y personal
Créditos adaptados desde las notas de álbum de I Have a Dream.
Personal técnico
- Solomon Burke – productor, arreglos en todas las canciones
- Jerry Styner – productor en «I Have a Dream», «Now Is the Time», «Ring, Ring, Ring (Sing, Sing, Sing)», «Mountain Top» y «Precious Lord, Take My Hand»
- Gene Page – productor en «Looking for a Sign», «We Can Be Together Again», «Social Change» y «I Ain't Gonna Give Up (Till I Find a Way)»
- Craig Nelson – ilustración